# HNoMS Ula (1943)
Pour les autres navires du même nom, voir KNM Ula.
Le HMS Varne (Pennant number: P66) est un sous-marin de la classe Umpire de la Royal Navy, construit en 1943 par Vickers-Armstrongs à Barrow-in-Furness (Angleterre).
Il a été transféré à la Marine royale norvégienne en exil avant sa mise en service et a été rebaptisé HNoMS Ula.

## Conception et description
Le Ula fait partie du troisième groupe de sous-marins de classe U qui a été légèrement élargi et amélioré par rapport au deuxième groupe précédent de la classe U. Les sous-marins avaient une longueur totale de 60 mètres et déplaçaient 549 t en surface et 742 t en immersion. Les sous-marins de la classe U avaient un équipage de 31 officiers et matelots.
Le Ula était propulsé en surface par deux moteurs diesel fournissant un total de 615 chevaux-vapeur (459 kW) et, lorsqu'il était immergé, par deux moteurs électriques d'une puissance totale de 825 chevaux-vapeur (615 kW) par l'intermédiaire de deux arbres d'hélice. La vitesse maximale était de 14,25 nœuds (26,39 km/h) en surface et de 9 nœuds (17 km/h) sous l'eau.
Le Ula était armé de quatre tubes lance-torpilles de 21 pouces (533 mm) à l'avant et transportait également quatre recharges pour un grand total de huit torpilles. Le sous-marin était également équipé d'un canon de pont de 3 pouces (76 mm).

## Histoire
Construit à l'origine pour la Royal Navy sous le nom de Varne, il était prévu que la Marine royale néerlandaise en prenne possession et le nomme Haai. L'équipage néerlandais (principalement 34 membres des sous-marins déclassés K IX, K X et K XII) devait être amené au Royaume-Uni depuis Sydney via Le Cap. Leur navire du Cap était le navire marchand Abosso, qui fut attaqué sans escorte et coulé dans l'Atlantique, à la position géographique de 48° 30′ N, 28° 50′ O, par le sous-marin (U-Boot) allemand de type VIIc U-575 dans la nuit du 29 octobre 1942.
Le Varne a été transféré à la Marine royale norvégienne sous le nom de HNoMS Ula (P66) de 1943 à 1965. Il a effectué 14 patrouilles pendant la Seconde Guerre mondiale, dans le cadre de la "section norvégienne" de la 9e Flottille sous-marine à Dundee. Le 19 avril 1944, sous le commandement du Løytnant (Lieutenant) Sigurd Valvatne (RNoN), à 1 kilomètre au sud-est de Løten, dans l'ouest du Boknafjord, près de Stavanger, en Norvège, le sous-marin a tiré une salve de quatre torpilles. La cible était le sous-marin allemand U-974 de type VIIc, à une distance d'environ 1 200 mètres. Une torpille a atteint sa cible juste derrière la tour de contrôle (kiosque) et le U-Boot a été soufflé en deux et a coulé, bien que huit membres d'équipage aient survécu.
Ce fut la plus notable des victimes du Ula lors de ses 14 patrouilles. Il a coulé plusieurs autres cibles, pour la plupart des navires marchands, pendant son service de guerre, qui ont toutes été consacrées à la patrouille norvégienne.
Le Ula est le sous-marin allié qui a coulé le plus grand tonnage ennemi dans l'Atlantique pendant la Seconde Guerre mondiale.
Le Ula est resté au service de la Norvège jusqu'en 1965, date à laquelle il a été démantelé à Hambourg. 
Il a donné son nom à la classe de sous-marins: la classe Ula de six sous-marins construits dans les années 1980 et 1990 pour la marine royale norvégienne. Un sous-marin britannique de classe V (successeur de la classe U) a également été baptisé HMS Varne, mais portait le numéro de fanion P81.

## Commandants
- Løytnant (Lt.) Reidar Michael Sars (RNoN) du 28 mars 1943 à octobre 1943
- Løytnant (Lt.) Sigurd Valvatne (RNoN) d'octobre 1943 à décembre 1943
- Løytnant (Lt.) Reidar Michael Sars (RNoN) de décembre 1943 à mars 1944
- Løytnant (Lt.) Sigurd VaLøytnantlvatne (RNoN) de mars 1944 à mai 1944
- Løytnant  (Lt.) Reidar Michael Sars (RNoN) en mai 1944

RNoN: Royal Norwegian Navy